# 콘크리트 펌프

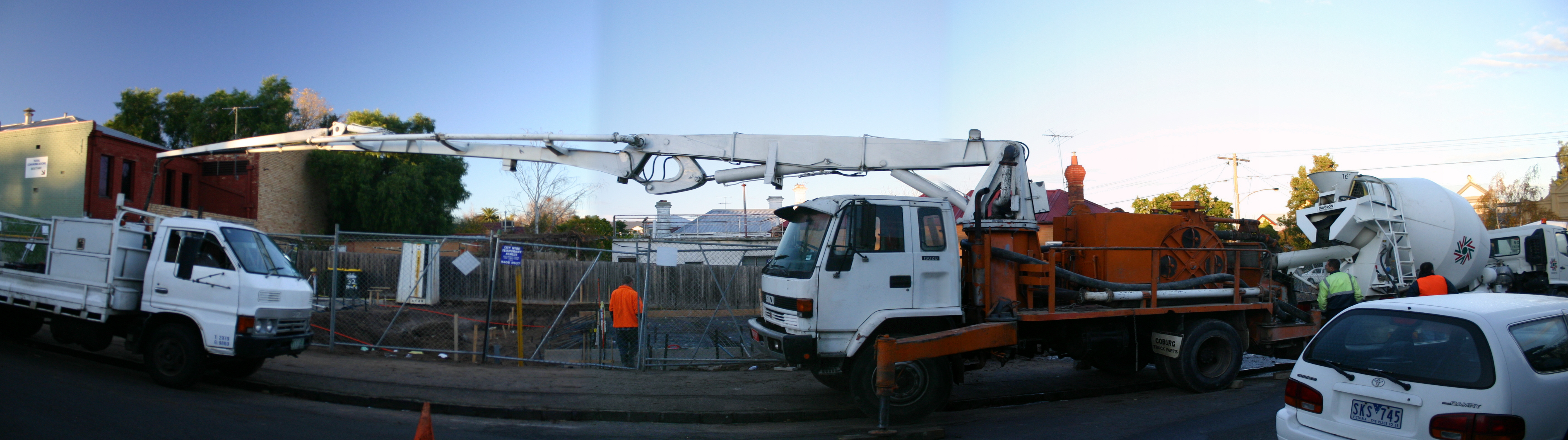

콘크리트 펌프(concrete pump)는 펌프질을 위해 액체 콘크리트를 전달할 목적으로 사용되는 기계이다. 2가지 유형의 콘크리트 펌프가 있다.
첫 번째 유형은 트럭 또는 더 긴 차량에 부착하는 세미트레일러용이다.  로봇 암에 의해 정교하게 원격으로 조정함으로써 콘크리트를 정확하게 배치시키기 때문에 붐 콘크리트 펌프(boom concrete pump)로 부른다.
두 번째 유형은 트럭에 실장되거나 트레일러에 위치하는 것으로, 라인 펌프(line pump) 또는 트레일러 실장 콘크리트 펌프로 부른다. 이 펌프는 기계 출구 쪽에 수동으로 부착되는 호스에 강철과 유연한 콘크리트가 필요하다. 이 호스들은 함께 연결되며 콘크리트로 이어진다. 호스의 길이는 호스의 직경에 따라 10’, 12.5’, 25’, 50’로 다양하다.
스키드 마운트형과 레일 마운트형 콘크리트 펌프도 존재하지만 일반적으로 사용되지 않으며 광업과 터널 등 특수 지역에서만 쓰인다.

## 역사
20세기 초까지 콘크리트는 외바퀴 손수레나 크레인에 의해 들려진 들통을 사용하여 시멘트 믹서에서 거푸집으로 옮겨야 했다. 이는 상당한 시간과 노동이 요구되었다. 1927년, 독일이 공학자 Max Giese와 Fritz Hull은 파이프를 통해 콘크리트를 펌프질하는 개념을 고안했다. 이들은 콘크리트를 38미터 높이, 120미터 직경으로 펌프질했다. 그 직후 콘크리트 펌프는 1932년 홀란드에서  Jacob Cornelius Kweimn에 의해 특허화되었다. 이 특허는 개발자의 이전 독일 특허를 통합하였다.